# Casa lui Saul
Casa lui Saul este dinastia care a condus Regatul Unit al Israelului și Iudei între 1047 î.Hr. și 1007 î.Hr. și în Regatul Israel între 1007 î.Hr. și 1005 î.Hr.. Regii acestei dinastii au fost Saul (1047-1007) și Isboșet (1007-1005).

## Membrii casei lui Saul

### Saul
Articol principal:Saul
Saul a fost primul rege al evreilor. El a fost ales de către judecătorul Samuel. El a dus o politică expansionistă, luptându-se cu filistenii, ammoniții și alte popoare canaanite. El a încercat stârpirea lui David și a familiei sale. A murit în luptă cu filistenii.

### Ionatan
Articol principal:Ionatan
Ionatan a fost fiul cel mare al lui Saul. El s-a opus încercării tatălui său de stârpire a casei lui David, cu care era prieten. Ionatan a murit împreună cu tatăl său și alți doi frați ai săi în bătălie cu filistenii.

### Isboșet
Articol principal:Isboșet
Isboșet a fost fiul cel mic al lui Saul. Când tatăl său a murit, el a fost pus rege peste Israel, dar nu și peste Iuda, care era stăpânită de David. După doi ani de o domnie tulburată de război civil, a fost asasinat, casa lui Saul fiind exterminată.